# Дан заштите података
Међународни Дан заштите података о личности (енг. Data Protection Day, Data Privacy Day) обележава се 28. јануара. 

## Историјат
У склопу прославе, државне и приватне институције као и невладине организације и појединци широм света организују предавања, семинаре, окупљања и друге активности у циљу информисања грађана о значају заштите приватности и података о личности. Циљ је да сејавност што више информише о заштити личних података. Проблеме који се тичу заштите података о личности сусрећемо свакодневно, нарочито у дигиталном окружењу. И поред тога, када су информационо-комуникационе технологије у питању чињеница је да грађани нису довољно упознати са својим правима и слободама. Са изузетком ретких специјализованих курсева, о њима се не учи у школи или на факултету. Прослава Дана заштите података о личности има због тога информативни и едукативни карактер.

### Циљ
Циљ је информисање грађана о томе шта су подаци о личности, како их право штити, на који начин и под којим условима се могу обрађивати… Све у циљу пружања могућности грађанима да доносе информисане одлуке и на тај начин се ефикасније заштите. 

### Значај
Дан заштите података о личности је установљен 2006. године, одлуком Комитета Министара Савета Европе. Истом приликом, 28. јануар је одређен као дан прославе, зато што је на овај дан почело потписивање Конвенције Савета Европе о заштити лица у односу на аутоматску обраду података о личности (Конвенција 108). 
Од тада, прослава Дана заштите података о личности проширила се изван Европе. 